# Mazeppa (poema sinfónico)

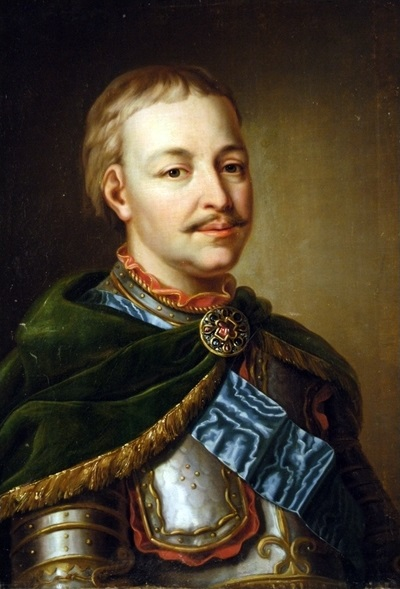
Este poema sinfónico narra la historia de Iván Mazepa, un noble cosaco que sedujo a una noble dama polaca.

Mazeppa S.100 es un poema sinfónico compuesto por Franz Liszt en 1851. Es el número 6 de su ciclo de trece Poemas sinfónicos escritos durante su periodo en Weimar. Narra la historia de Iván Mazepa, que sedujo a una noble dama polaca, por lo que fue amarrado desnudo a un caballo salvaje que lo transportó a Ucrania. Allí, fue liberado por los cosacos y lo nombraron su hetman.
El mismo personaje había inspirado a Victor Hugo en Les Orientales y a Lord Byron.
La obra se estrenó en el Teatro de la corte en Weimar el 16 de abril de 1854.

## Estructura
El compositor sigue la narrativa de Hugo para describir el viaje del héroe a través de las vastas estepas en el primer movimiento. La sección de cuerdas interpreta el tema principal, que se transforma y distorsiona con seis golpes de los timbales, que evocan la caída del jinete. Después de un silencio, las cuerdas, el fagot y la trompa solista expresan el asombro del accidentado, resucitado por las trompetas en Allegro marziale. Los cosacos colocan a Mazeppa al frente de su ejército (se escucha una marcha) y el tema del héroe se rompe para terminar en la gloria.